# Adele von Portugall
Adele von Portugall (* 30. April 1818 in Königsberg; † 6. Juni 1910 in Neapel) war eine deutsche Fröbelpädagogin, die international für Friedrich Fröbel und den Kindergarten wirkte.

## Leben und Wirken
Sie wurde geboren als Adelheid Johanna Emilie Hoburg und war das dritte von fünf Kindern ihrer Eltern. Als Tochter aus gutem Hause erhielt sie Privatunterricht. Anschließend besuchte sie ein vornehmes Mädchenpensionat und führte, nach Hause zurückgekehrt, ein Leben in materieller Sicherheit. 1851 heiratete Adele Hoburg den schlesischen Baron Karl Reinhard von Portugall. Genannter war Witwer und Vater eines Sohnes. Nach sieben Ehejahren starb ihr Mann. Die verwitwete kinderlose Baronin übersiedelte nach Berlin, wo sie die Bekanntschaft Bertha von Marenholtz-Bülow machte, die sie in die „geistige Welt“ der Fröbelpädagogik einführte. Adele von Portugall vervollständigte ihr Studium u. a. noch bei Henriette Breymann in deren Ausbildungsstätte in Watzum sowie bei August Köhler in Gotha, in dessen Lehrerinnen- und Kindergärtnerinnenseminar sie kurz unterrichtete. Von 1861 bis 1863 arbeitete sie als Kindergärtnerin in Manchester. Nach einer kurzen Zwischenstation in Berlin übersiedelte Adele von Portugall nach Genf. Dort lebte sie über 20 Jahren mit einer kurzen Unterbrechung. 1874 wirkte die Baronin in Mülhausen, um dort die salles d’asile nach den Fröbel’schen Erziehungsgedanken umzugestalten. In Genf gründete sie eine private Aus- und Bildungsstätte, der ein Kindergarten, vier Elementarklassen sowie vier höhere Klassen für Mädchen angehörten.
1884 ging Adele von Portugall nach Neapel, wo sie die Leitung des Instituto Fröbeliano, 1871 von Julie Salis-Schwabe (1818–1896) ins Leben gerufen, „eine Art Fröbelgesamtschule“, übernahm, die sie 18 Jahre innehatte. 1905 publizierte die Baronin „eine weitverbreitete, knappe, allerdings unhistorische und nicht auf den handschriftlichen Nachlaß bezogene Biographie“ über Friedrich Fröbel:
Ihre Schrift gibt in einer lockeren Folge von sechs Aufsätzen einen Einblick in die genetisch-entwickelnde Methode Fröbels, in die Konzeption der 'Menschenerziehung' und er 'Mutter- und Koselieder', informiert über Gründung und Zweck des Kindergartens. kennzeichnet Fröbel als Lehrer, betont sein Anschauungsprinzip und gibt einen Abriß der Beschäftigungsmittel … Daß Portugall den Kindergarten in die Schulorganisation eingeordnet sehen möchte …, entspricht der damaligen Auffassung.
Bis ins hohe Alter hielt die Baronin Vorträge über Friedrich Fröbel und den Kindergarten u. a. in Deutschland, Österreich, Italien, Frankreich und England.

## Werke

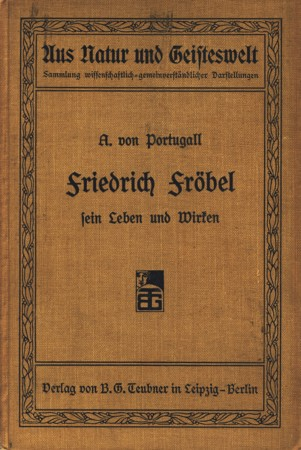
Adele von Portugall: Friedrich Fröbel. Sein Leben und Wirken, Leipzig 1905

- Dodici Conferenze sul’Educazione infantile. Napoli 1896
- Criticism on Froebels System Brüssel 1888
- Friedrich Fröbel. Sein Leben und Wirken. Leipzig 1905